# Fruängen
Fruängen är en stadsdel i Hägersten-Älvsjö stadsdelsområde i Söderort inom Stockholms kommun. Den gränsar mot Långbro, Herrängen, Västertorp och Solberga, samt till Huddinge kommun. Stadsdelen bildades 1 februari 1948 genom utbrytning ur stadsdelen Västberga.

## Historik
Namnet kommer från torpet Fruängen som lydde under Västberga gård och låg vid båda sidor om Gamla Södertäljevägen, ungefär där Fruängsgårdens servicehus finns idag. Marken förvärvades av Stockholms stad 1937. Torpet revs i början av 1960-talet i samband med att det moderna Fruängen byggdes. 

## Stadsplan och utbyggnad

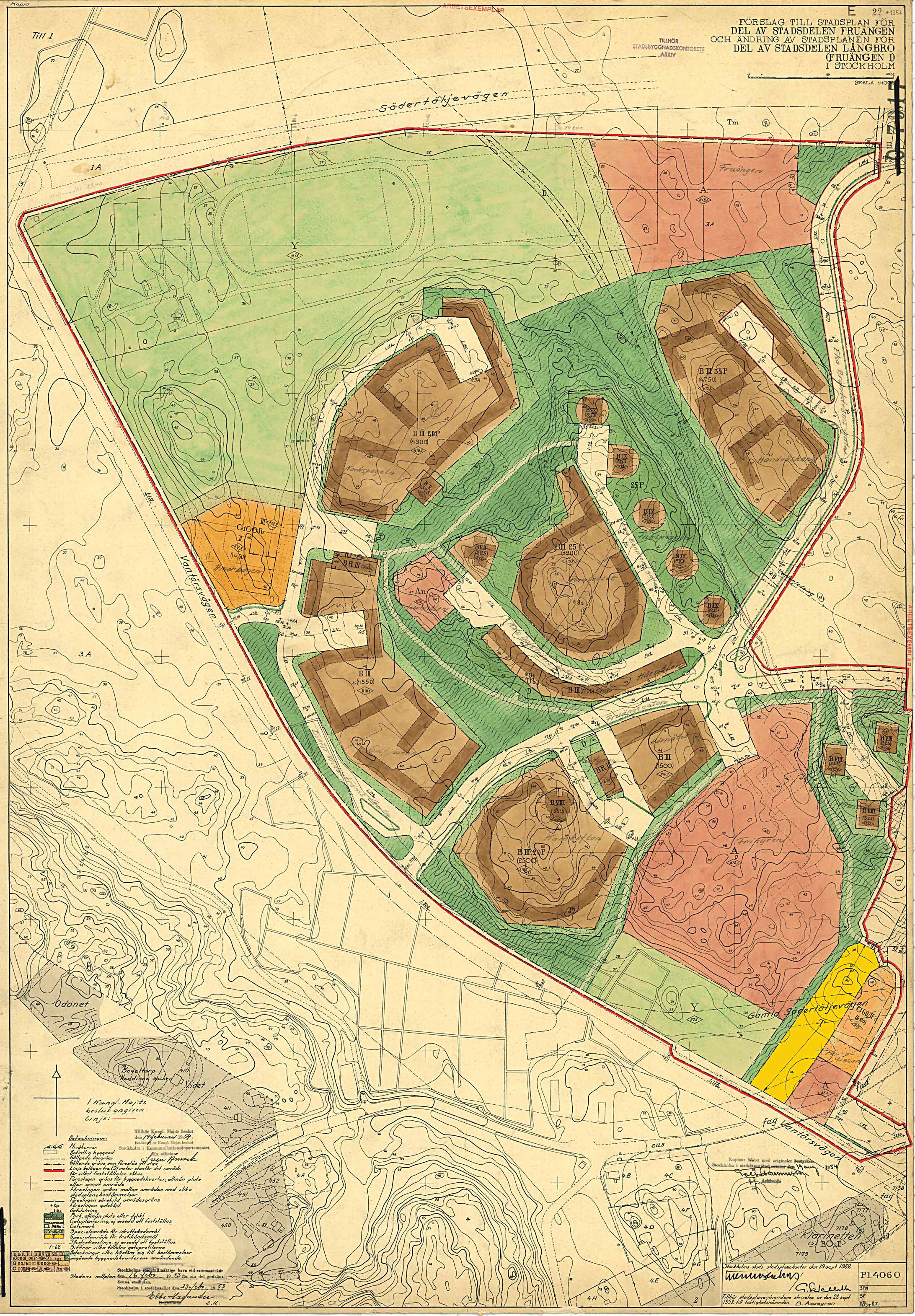
Stadsplan för västra Fruängen 1954.

Exploateringen i Fruängen började först på 1950-talet. Tunnelbaneförortens stadsplaner togs fram 1953 och 1954 av arkitekt Göran Sidenbladh som var ansvarig för planeringen av Stockholms nya ytterområden. Planerna för Fruängen togs fram i rask takt. Stadsplanekontoret under ledning av Sven Markelius hade vid den tiden fått stor rutin och kunde tillämpa erfarenheterna från planeringen för liknande områden som växt upp efter andra världskriget. Enligt efterkrigstidens stadsplaneideal tillämpades även i Fruängen långtgående trafikseparering mellan gående och biltrafik. Karakteristiska cylindriska tunnlar leder fotgängarna under stadsdelens genomfartsvägar så att man kan röra sig fritt mellan tunnelbana, centrum och bostadsområdena. Centrumanläggningen har i sin tur gjorts lättillgänglig för biltrafik genom en ringgata. 
Huvuddelen av Fruängens bostadshus uppfördes mellan 1954 och 1959. De är formgivna i den för tiden typiska folkhemsarkitekturen. Husen grupperades kring stora gårdar med bevarad naturmark däremellan. Bebyggelsen domineras av smalhus, några punkthus och några kraftig svängda lamellhus. Byggherre för en stor andel av husen var Riksbyggen. Det kulturhistoriskt värdefulla Triangelhuset på fastigheten Manikuristen 1, nordöst om centrum, utmärker sig med sin unika triangulära planform. Huset uppfördes 1955 av storbyggmästaren Olle Engkvist efter ritningar av den tyske arkitekten Werner Taesler. I östra delen av Fruängen finns ett större område med parhus och kedjehus uppförda 1964–1968.
I stadsplanen avsattes två specialområden för idrottsändamål i nordvästra delen (idag Mälarhöjdens idrottsplats) och i södra delen (idag Fruängens bollplan). Mitt i området skapades ett specialområde för trafikändamål (dagens tunnelbanestation). Söder om centrumanläggningen reserverades ett område för allmänt ändamål (dagens Fruängens skola). Själva centrumanläggningen fick vänta några år och invigdes först 1962. Efter gängse mönster markerades stadsdelens centrum med ett höghus (arkitekt Åke Östin). Den nya tunnelbanestationen ritades av arkitekt Magnus Ahlgren och invigdes 5 april 1964. Centrumbebyggelsen är grönklassad av Stadsmuseet i Stockholm vilket innebär att den anses vara ”särskilt värdefull från historisk, kulturhistorisk, miljömässig eller konstnärlig synpunkt”.
Vid Södertäljevägen i Fruängen vid trafikplats Bredäng låg motellet Gyllene ratten. Motellet invigdes 1957 och revs 2007 efter att ha varit i bruk i 50 år. Där motellet Gyllene ratten tidigare låg, på gränsen till Hägersten, finns idag utmed Södertäljevägen ett Shurgard Self Storage för magasinering samt ett bostadsområde.
Alla gator i Fruängen har namngivits efter kända svenska kvinnor, till exempel Elsa Beskow, Fredrika Bremer, Wendela Hebbe, Anna Sandström, Elin Wägner, Elsa Brändström, Ellen Key, Jenny Nyström och Karin Boye. Medan gatorna bär namn efter kända kvinnor, döptes kvarteren till förment traditionella kvinnliga attribut. Exempelvis, Hårnätet, Frisyren, Amorbågen, Handväskan, Barnfröken, Damhandsken etc. Endast några undantagsfall finns där kvarter döpts till "kvinnliga yrken" så som Folkskolläraren, Manikuristen eller Männekängen. Inga av byggnaderna från 1950-talet uppförda heller av kvinnliga arkitekter.

## Tunnelbanestationen
Utomhusstationen Fruängen är ändstation för den röda linjen (linje 14) och ligger närmast till station Västertorp, 8,1 km från station Slussen. Stationen har entré i Fruängens centrum vid Fruängsgången och Fruängstorget. Den ligger 46,8 meter över havet och är den högst belägna i tunnelbanenätet. Stationshuset ritades av arkitekt Magnus Ahlgren och invigdes 15 april 1956 men trafikerades med spårvagnar innan tunnelbanan öppnade för trafik i 5 april 1964.

## Historiska bilder

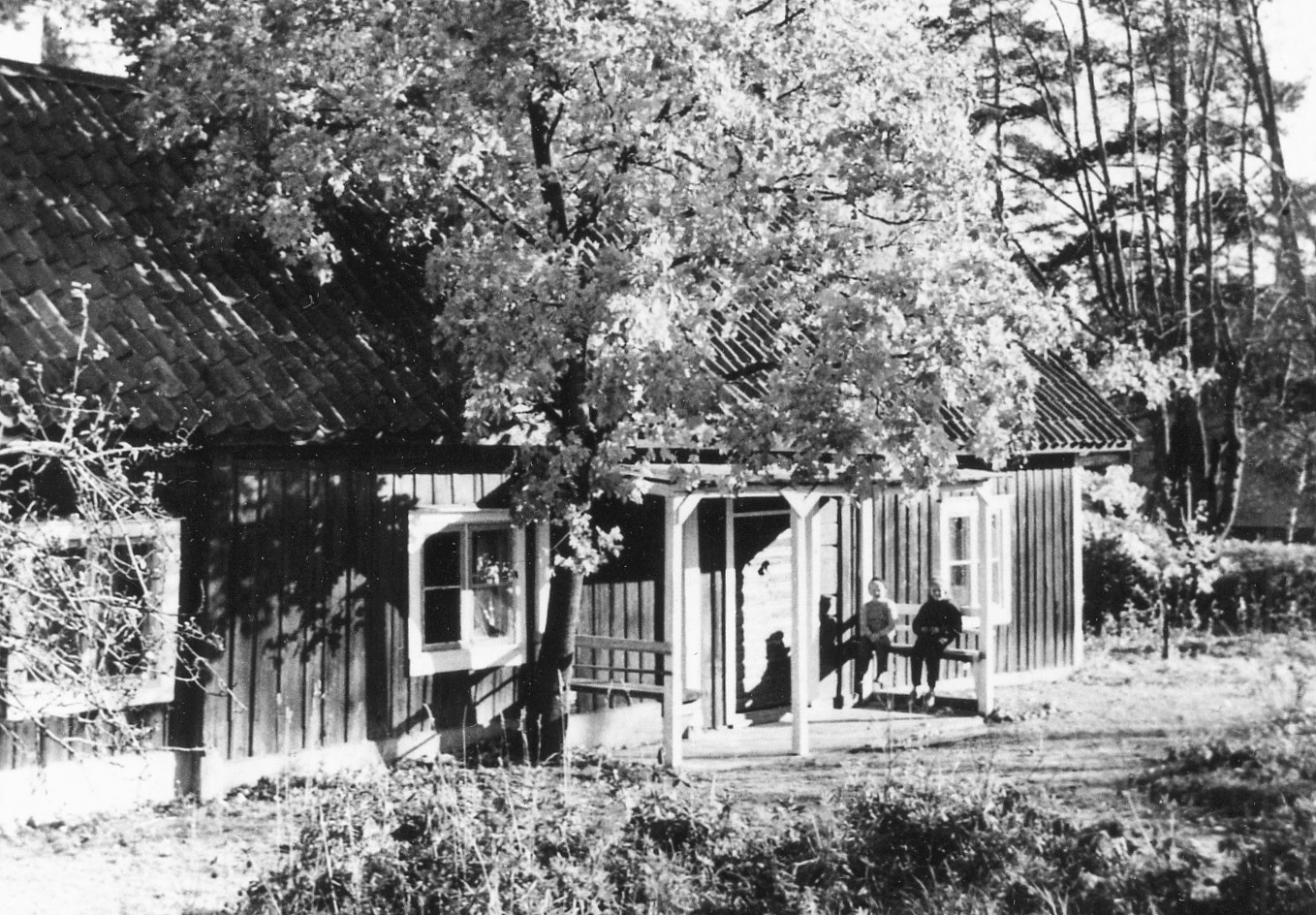
Fruängens gård, 1957.
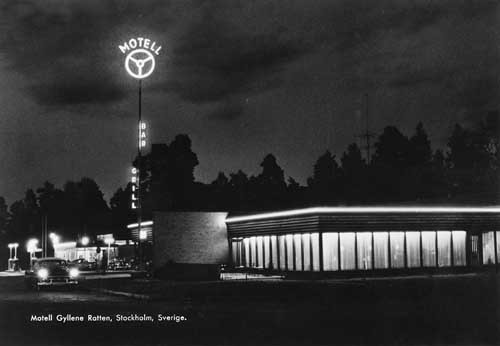
Motell Gyllene ratten, 1950-tal (revs 2007).
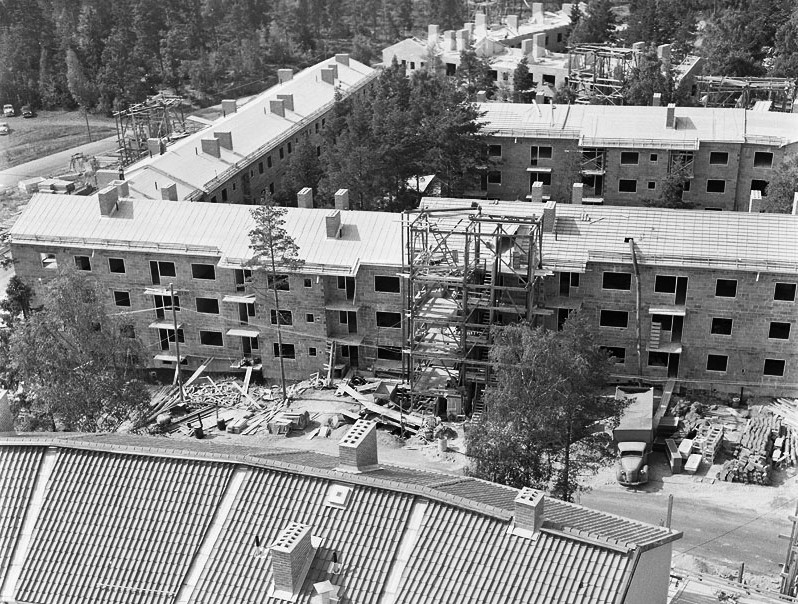
Fruängen börjar bebyggas, 1955.
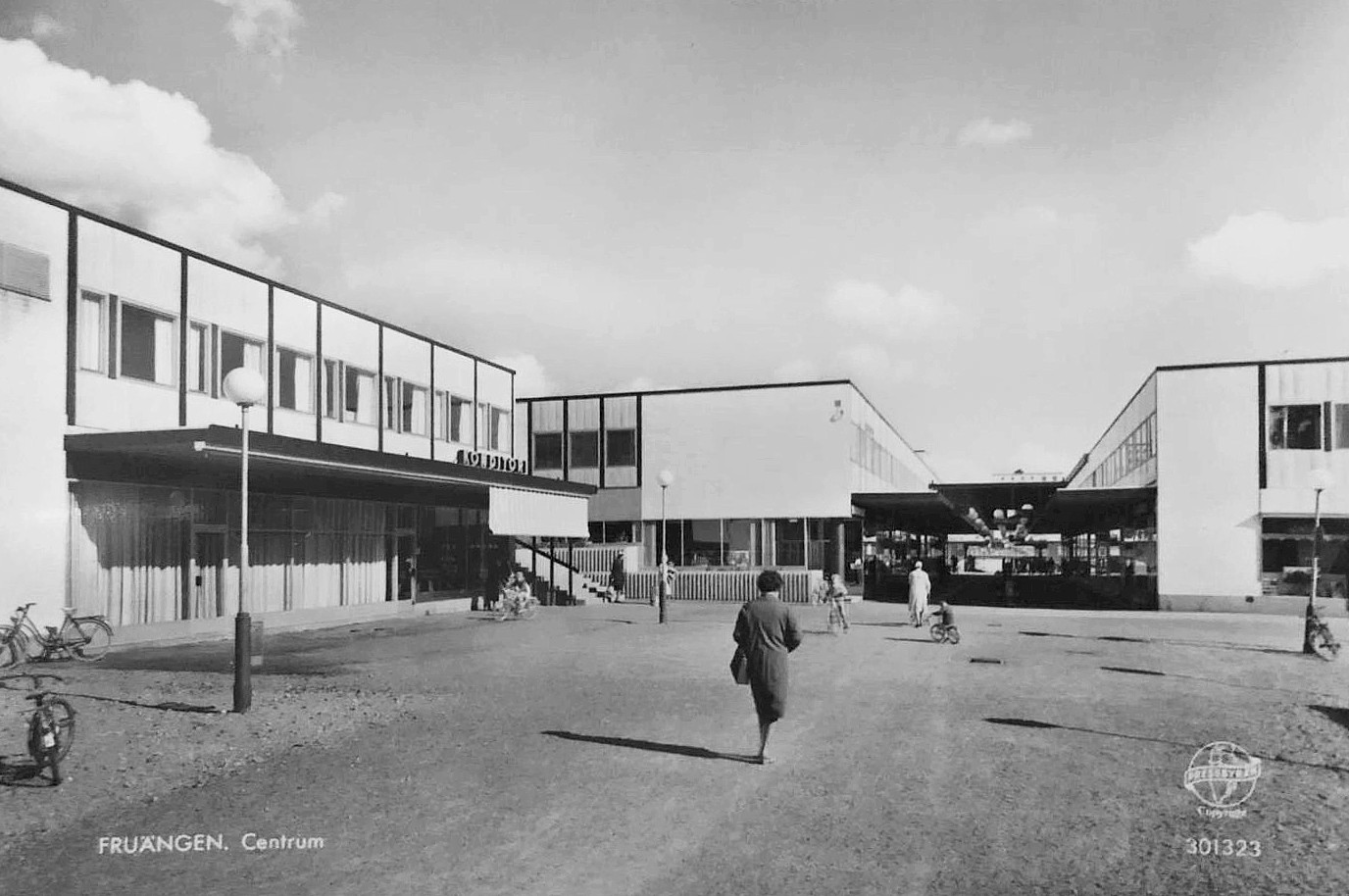
Fruängens centrum, 1960-tal.
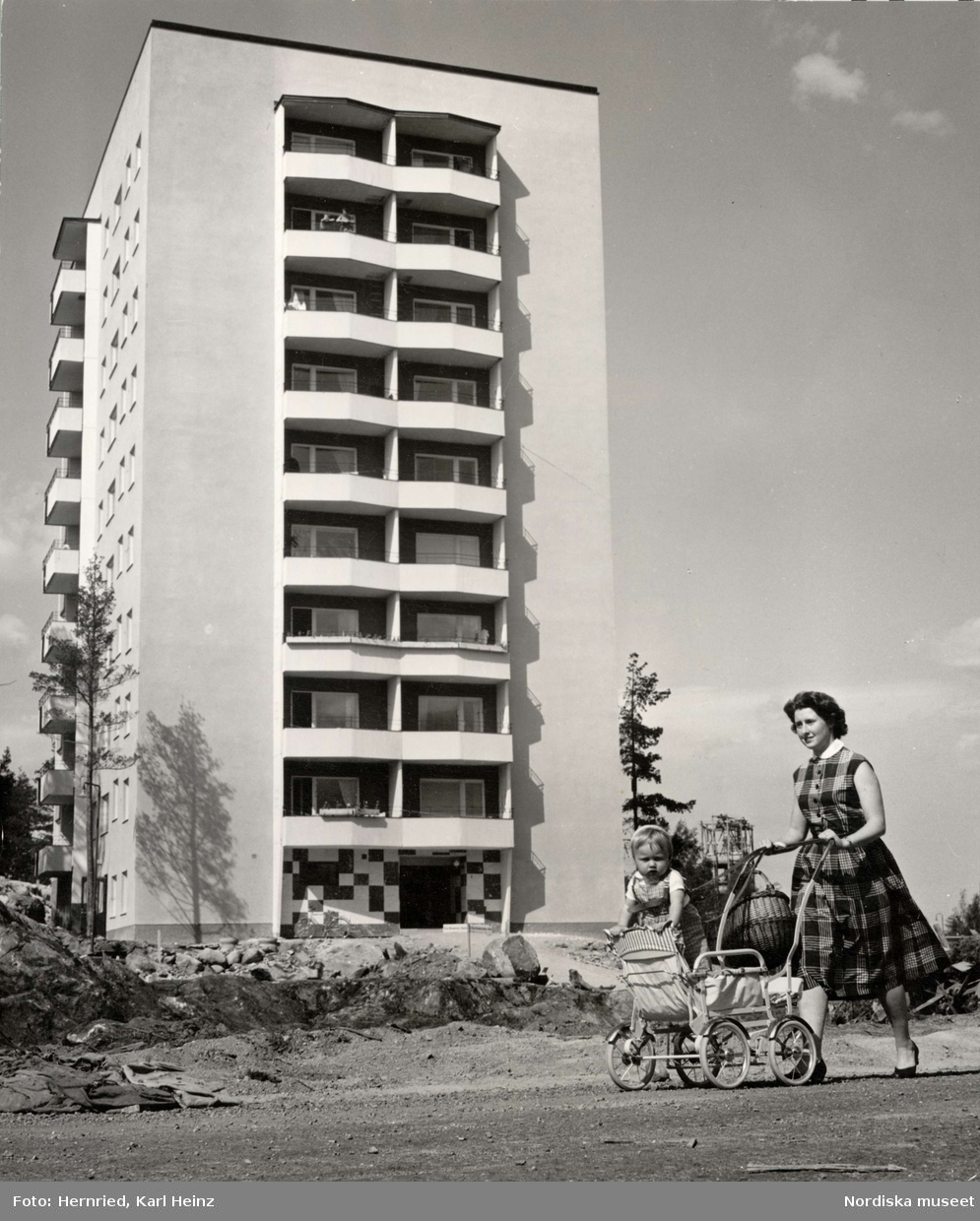
Höghus i Fruängen, 1950-tal.

## Demografi
År 2017 hade stadsdelen cirka 9 700 invånare, varav cirka 26,9 procent med utländsk bakgrund.

## Skolor
I Fruängen finns en kommunal grundskola, Fruängens skola, som öppnade 1957. Skolbyggnaden ritades av arkitekt Ture Ryberg.
Friskolekoncernen Kunskapsskolan har en skola i Fruängen, invigd 2003.

## Modern kultur
Fredde Granbergs och Peter Settmans filmserie om Tratten och Finkel utspelar sig i Fruängen. Även Tusenbröder har spelats in i Fruängen.

### Nutida bilder

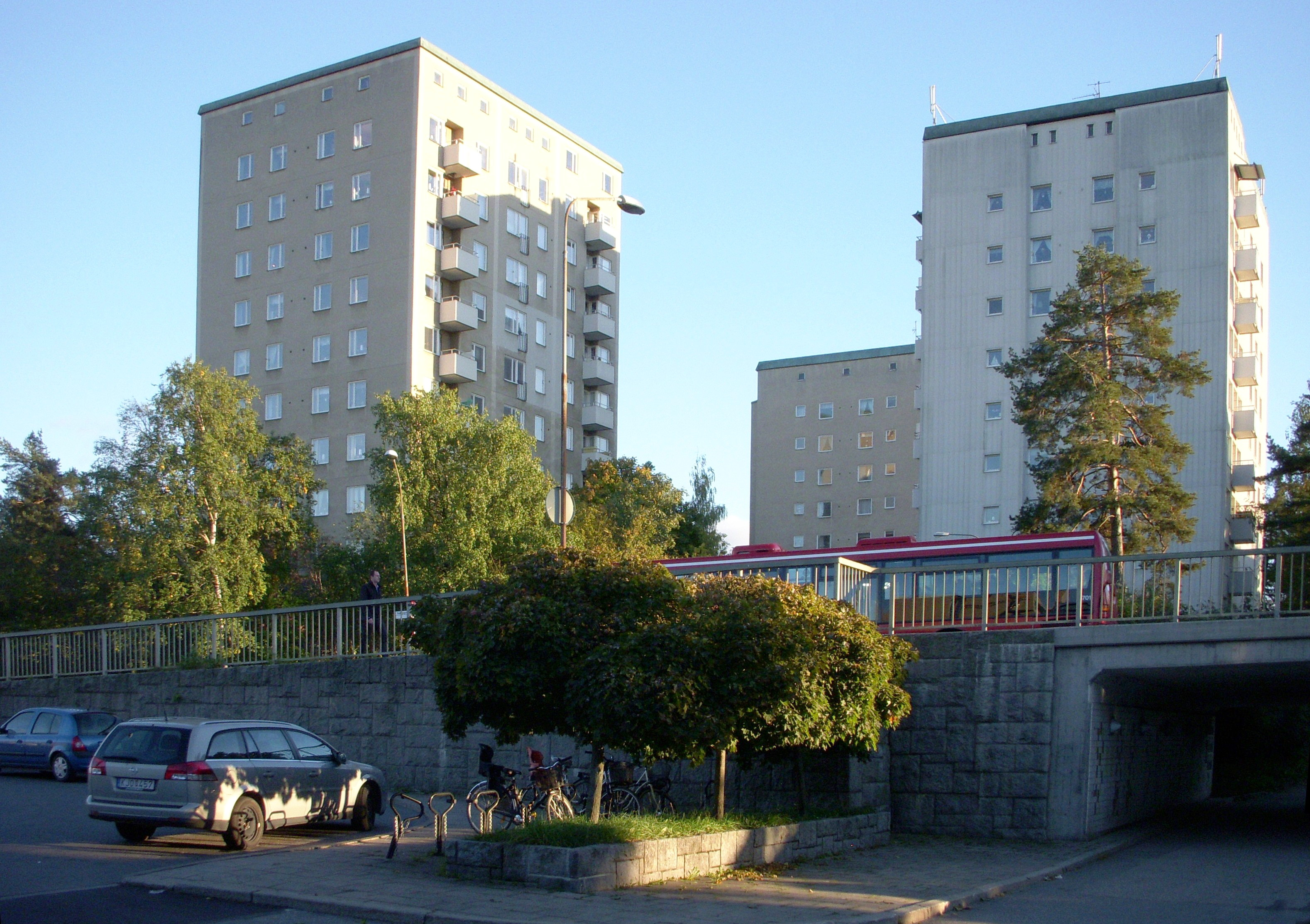
Fruängens höghusbebyggelse.
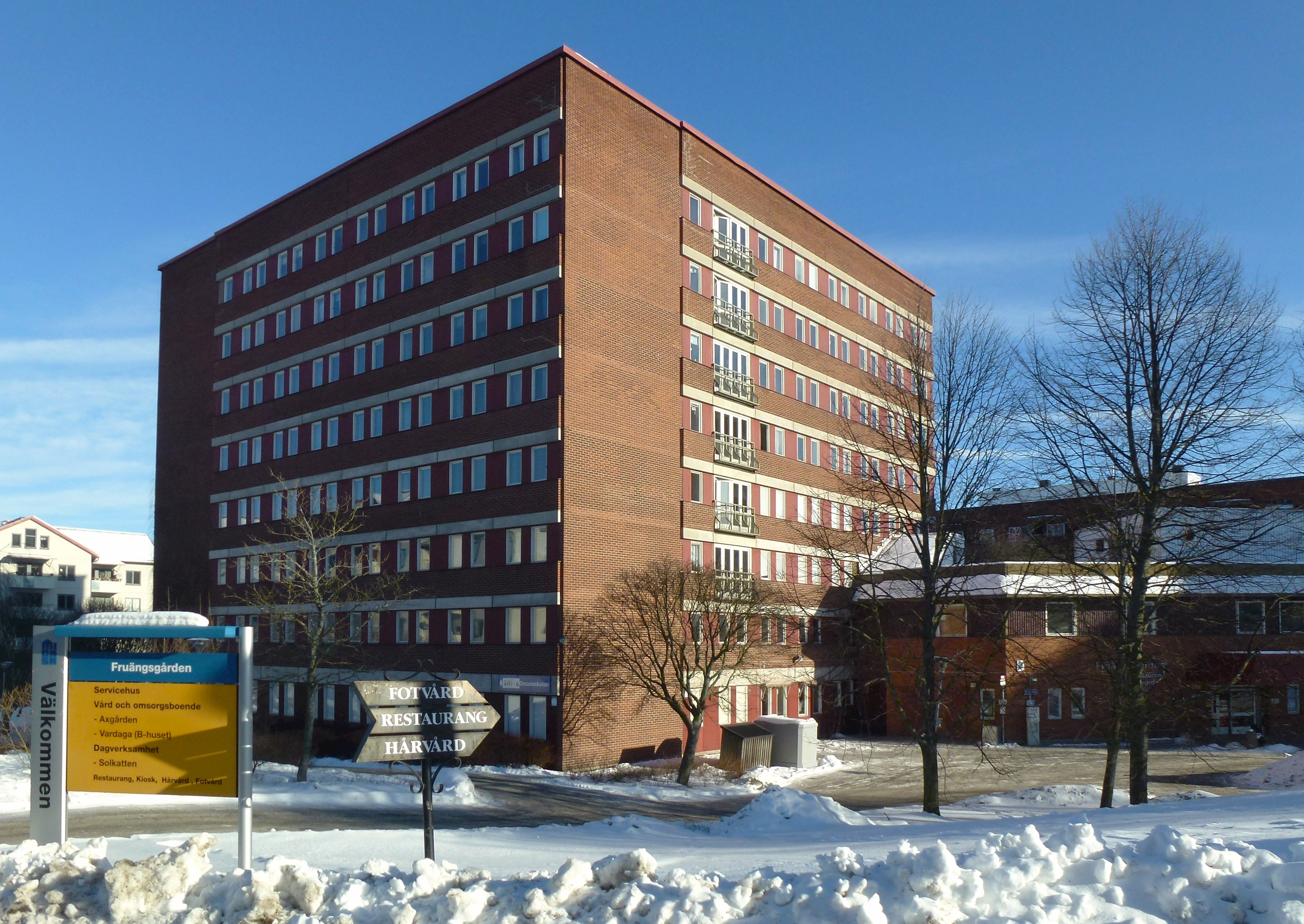
Fruängsgårdens servicehus.
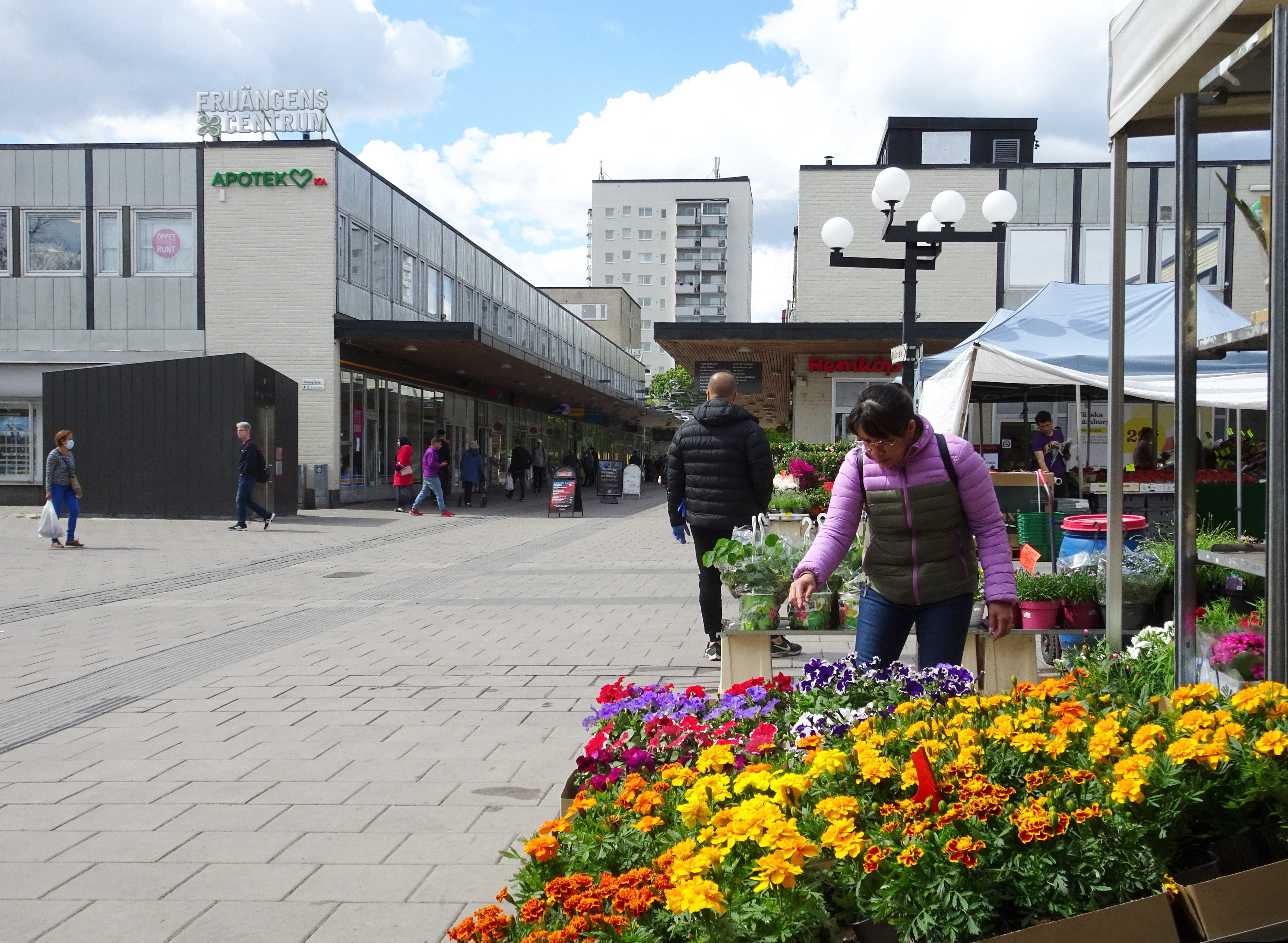
Fruängens centrum.
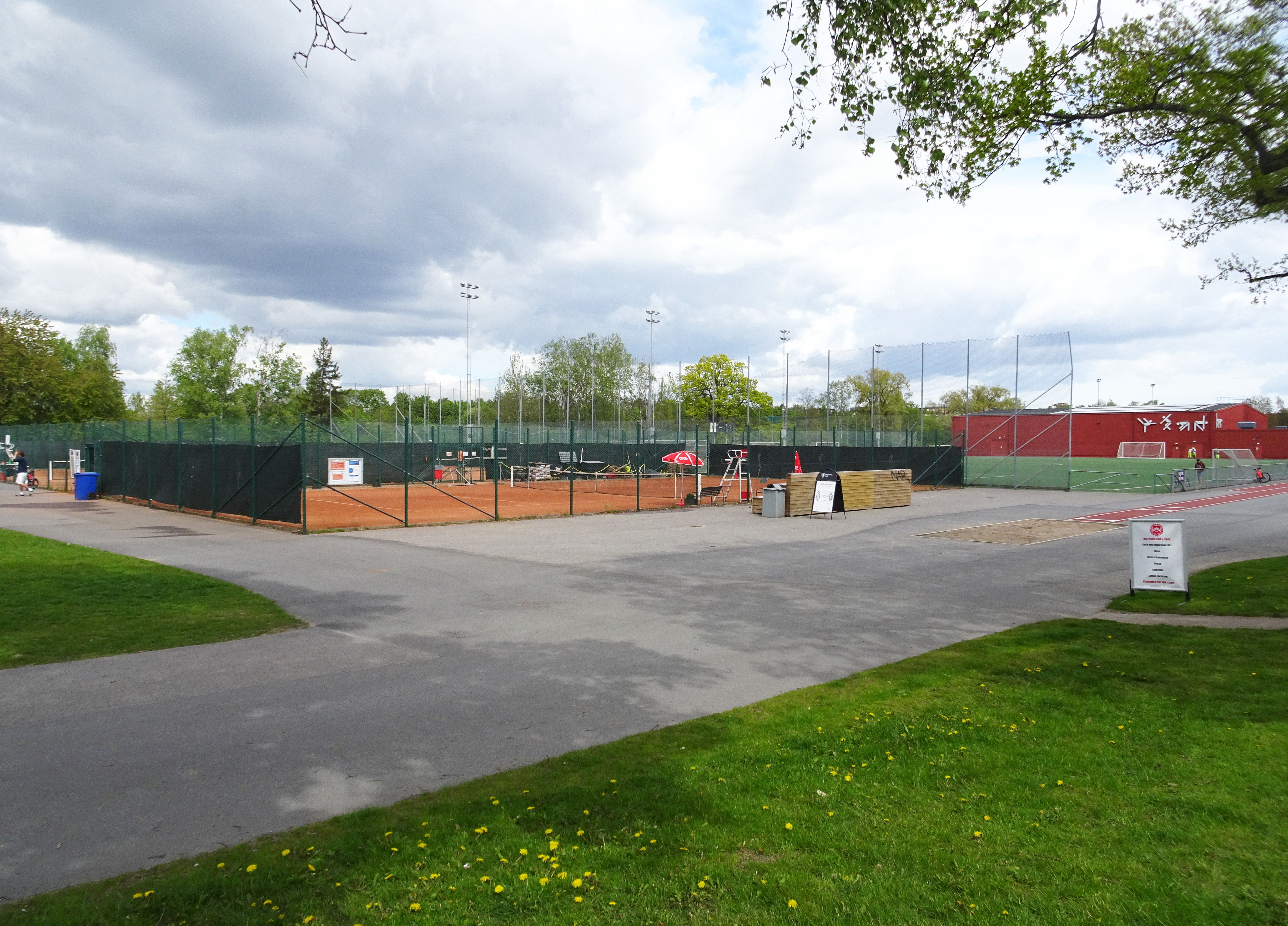
Mälarhöjdens idrottsplats.

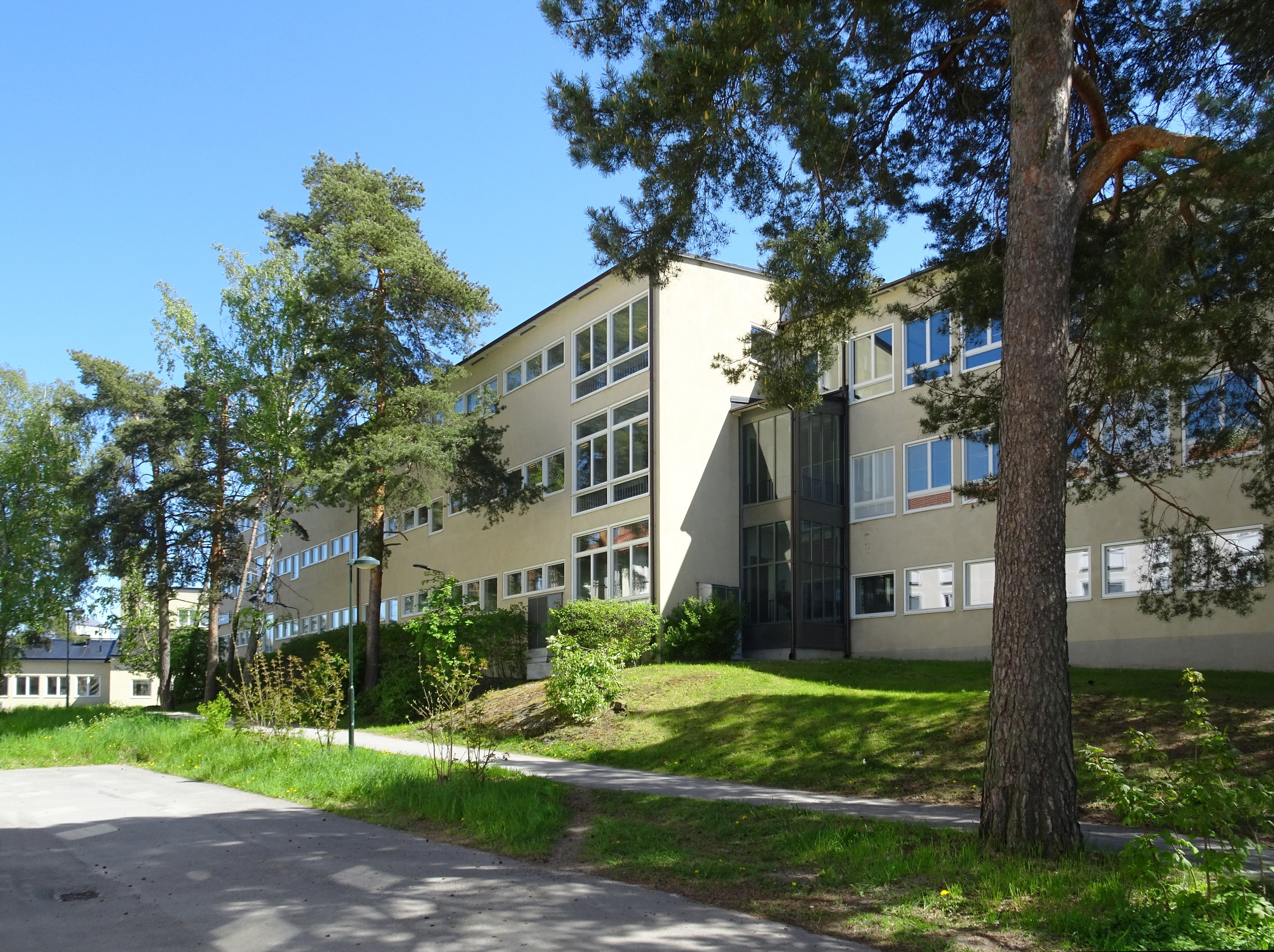
Fruängens skola.
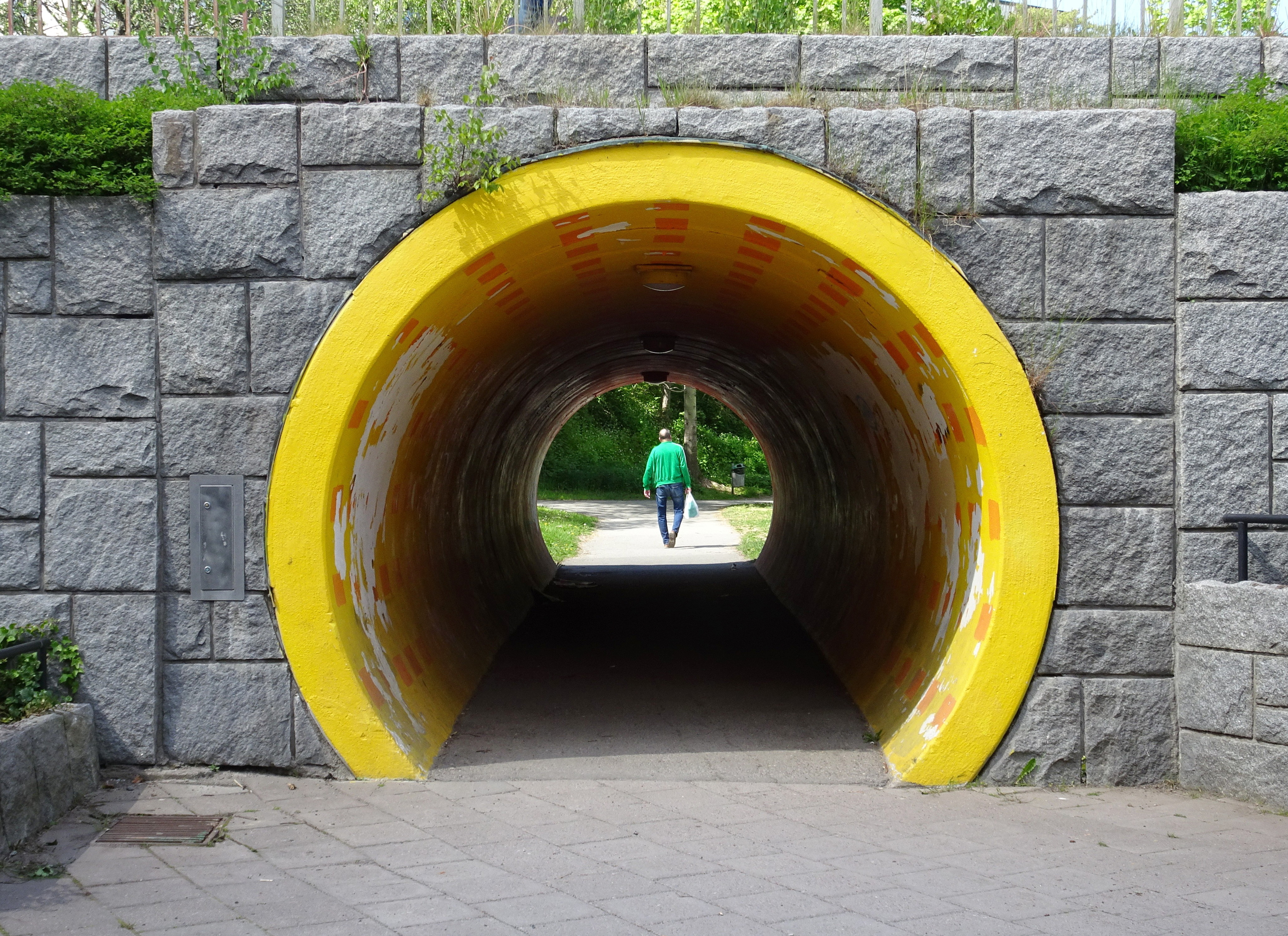
En av Fruängens cylindriska gångtunnlar.
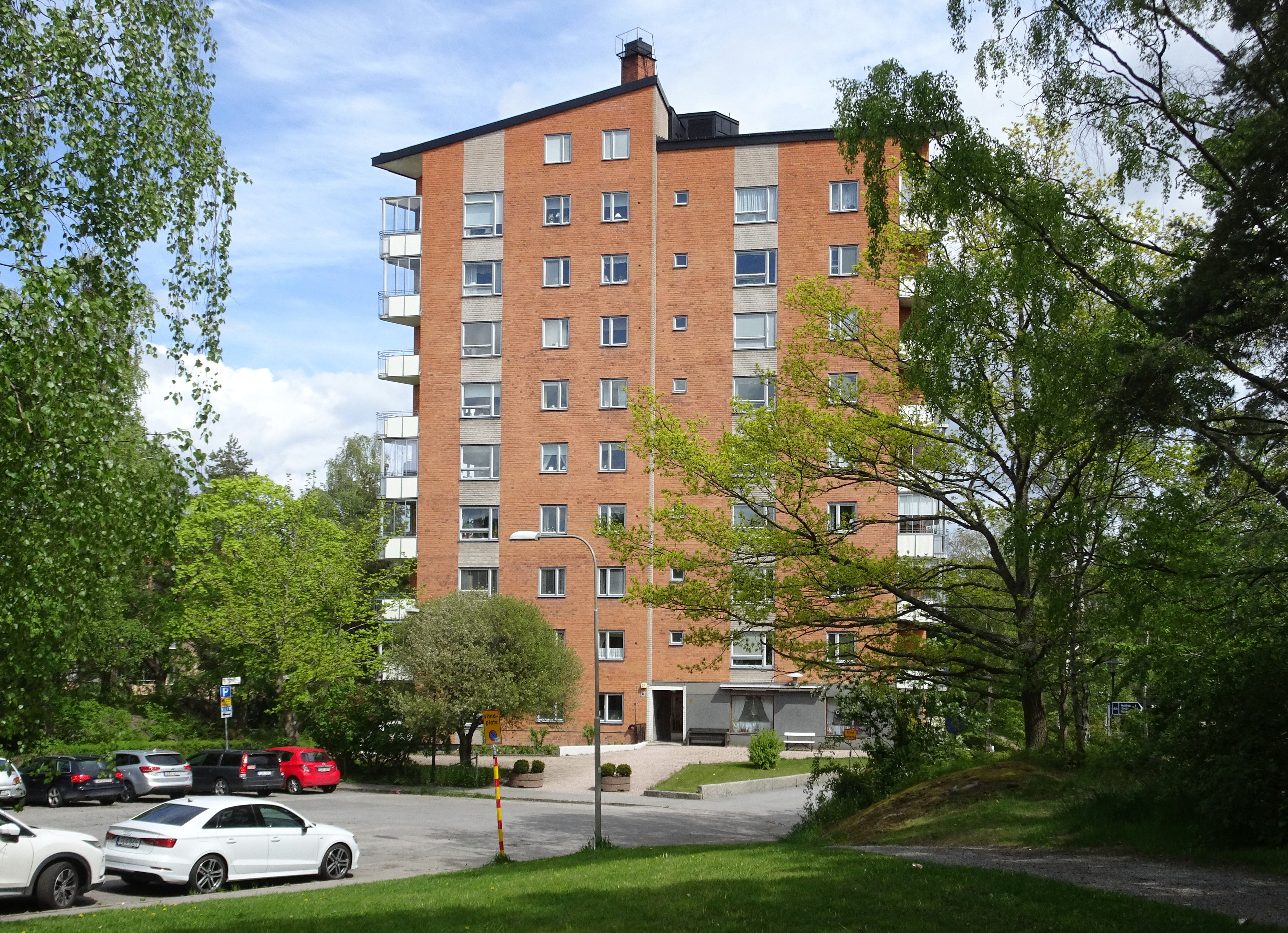
Triangelhuset.
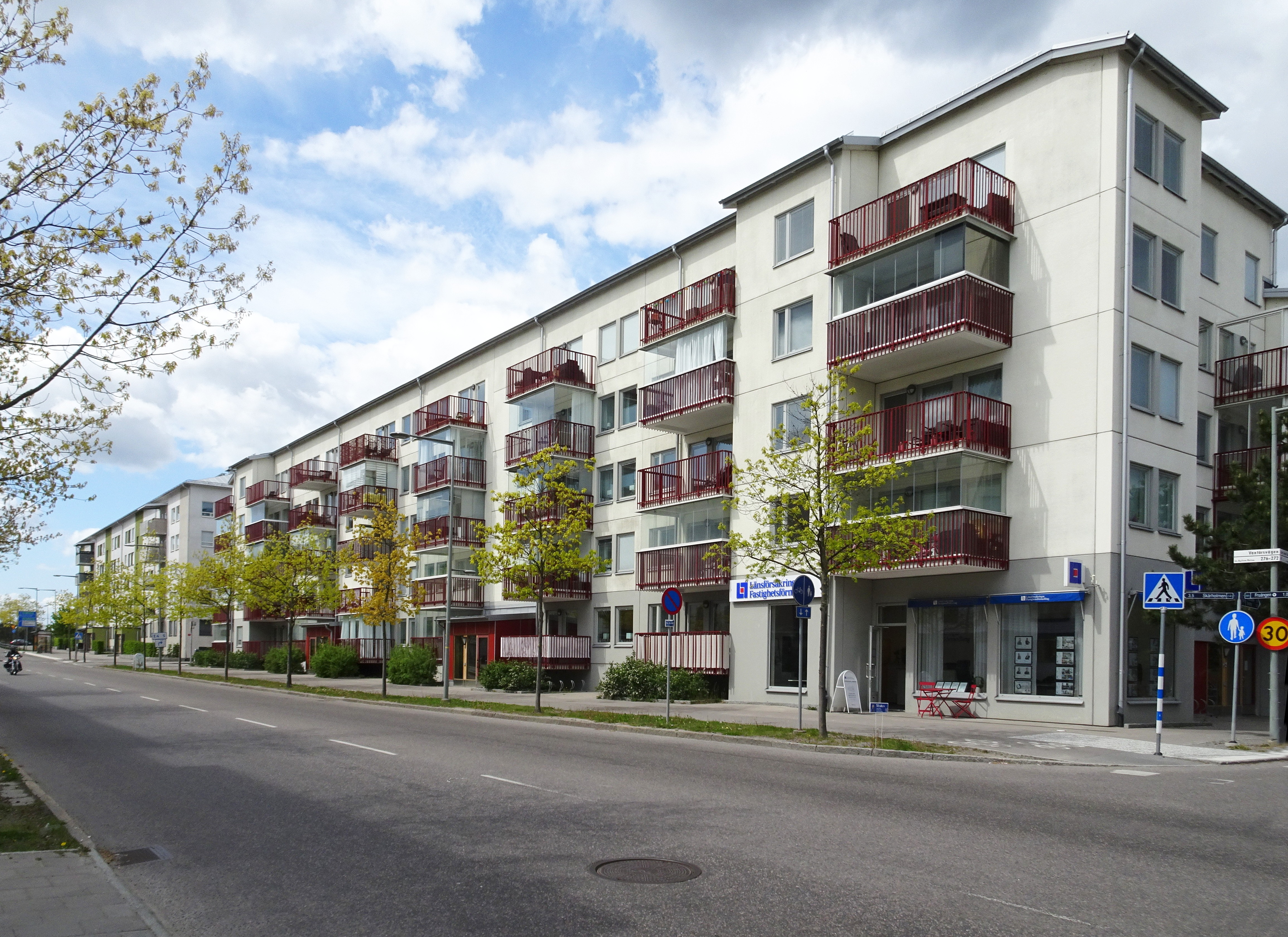
Bostadshus i kv. Gyllene Ratten, uppförda 2014.